# Ḵ
Ḵ (minuskule ḵ) je speciální znak latinky. Nazývá se K s vodorovnou čárkou pod. Používá se velice vzácně, a to v již skoro vymřelých jazycích používaných v Kanadě, konkrétně v jazycích kwakiutl (250 lidí), nisgha (2818 lidí), saanich (7 lidí), squamish (12 lidí) a tlingit (845 lidí). Též se vzácně používá v transkripci semitských jazyků, konkrétně hebrejštiny, kde ho reprezentuje písmeno kaf (כ). V Unicode má majuskulní tvar kód U+1E34 a minuskulní U+1E35. Bývá často zaměňováno s písmenem K̲ (K s podtržením).